# Burim Sadiki
Burim Sadiki (in macedone Бурим Садики?; Tetovo, 5 agosto 1989) è un ex calciatore macedone, di ruolo centrocampista.

## Carriera
Il 6 gennaio 2013 viene acquistato a titolo definitivo dalla squadra macedone del Renova.

## Palmarès

### Club

#### Competizioni nazionali
- Coppa di Macedonia: 1

Renova: 2011-2012